# Upala
Pour les autres significations, voir Upala (canton).
Upala est un district du Costa Rica. Il fait partie du canton homonyme, dans la province de Alajuela.